# ماكسيم ماكسيموفيتش كوفاليفسكي
ماكسيم ماكسيموفيتش كوفاليفسكي (بالإنجليزية: Maksim Maksimovich Kovalevsky، بالروسية: Максим Максимович Ковалевский؛ 8 سبتمبر 1851 - 5 أبريل 1916) كان فقيهًا ومرجعًا رئيسيًا في علم الاجتماع في الإمبراطورية الروسية. تم انتخابه لعضوية الأكاديمية الروسية للعلوم في 1914.

## الحياة
وُلِد ماكسيم كوفاليفسكي في عائلة كوفاليفسكي الأوكرانية النبيلة. درس في جامعة خاركيف الإمبراطورية. أكمل تعليمه في برلين وباريس ولندن؛ حيث تعرف على كارل ماركس وفريدريك إنجلز وهربرت سبنسر وفلاديمير سولوفيوف. انخرط أيضًا في الحركة الماسونية، وساهم في إحياءها في روسيا.
بعد 1878، ألقى محاضرات في القانون في جامعة موسكو الإمبراطورية ، حيث درس مجتمع الفلاحيين الروسي والمؤسسات القانونية لسكان المرتفعات القوقازية. لم يوافق الوزير إيفان ديليانوف على آراء ماكسيم كوفاليفسكي الليبرالية. في 1886، طُرد كوفاليفسكي من الجامعة، ثم استقر في أوروبا الغربية، حيث تعرف على جميع علماء الاجتماع والأنثروبولوجيا البارزين في عصره.

## روابط خارجية
- ماكسيم ماكسيموفيتش كوفاليفسكي على المحدد المعياري الدولي للأسماء
- ماكسيم ماكسيموفيتش كوفاليفسكي على ويكيميديا كومنز